# Вијекес (Лоиза, Порторико)
Вијекес (шп. Vieques, Loíza) село је у општини Лоиза у америчкој острвској територији Порторико, острвској држави Кариба.

## Демографија
По попису из 2010. године број становника је 3.316, што је 1.009 (-23,3%) становника мање него 2000. године.
| Група             | 2000.         | 2010.         |
| Белци             | 4 (0,1%)      | 19 (0,6%)     |
| Афроамериканци    | 3.130 (72,4%) | 2.442 (73,6%) |
| Азијати           | 17 (0,4%)     | 5 (0,2%)      |
| Хиспаноамериканци | 4.293 (99,3%) | 3.285 (99,1%) |
| Укупно            | 4.325         | 3.316         |